# Traian (okręg Jałomica)
Traian – wieś w Rumunii, w okręgu Jałomica, w gminie Traian. W 2011 roku liczyła 3168 mieszkańców.